# Slaget ved Honey Hill
Slaget ved Honey Hill var det tredje slag under Shermans march til havet og blev udkæmpet den 30. november 1864 under den amerikanske borgerkrig. Slaget involverede ikke generalmajor William T. Shermans hovedstyrke, som var undervejs fra Atlanta til Savannah i Georgia, men var en mislykket ekspedition som Unionshæren under generalmajor John P. Hatch foretog for at afskære jernbanen mellem Charleston og Savannah som støtte for Shermans forventede ankomst til Savannah.

## Kampen
Hatchs ekspeditionsstyrker forlod Hilton Head i South Carolina i retning af Boyd’s Neck (ovenfor Beaufort) den 28. november 1864. Den bestod af 5.500 soldater – to brigader af Kystdivisionen i Department of the South, en marinebrigade og dele af tre batterier let artilleri. De sejlede op af Broad River i transportskibe for at afskære Charleston and Savannah Railroad nær Pocotaligo. På grund af tæt tåbe blev tropperne først landsat fra transportskibene sent på eftermiddagen og Hatch rykkede straks frem for at afskære jernbanen ved Grahamville .
Ekspeditionens kort og vejvisere viste sig imidlertid at være udbrugelige, og Hatch nåede første frem til den rigtige vej om morgenen den 30. november. Ved Honey Hill, nogle kilometer fra Grahamville, stødte han på en Konfødereret styrke bestående af regulære tropper og milits under oberst Charles J. Colcock, som sammen med syv kanoner spærrede vejen. Sorte Unionstropper gennemførte beslutsomme angreb, men Unionstroppernes position betød at der kun kunne bruges en sektion artilleri ad gangen og de konfødererede var i for gode stillinger til at de kunne kastes ud af dem. Kampen fortsatte indtil mørkets frembrud, hvor Hatch erkendte at det var umuligt at angribe fjenden direkte eller i flanken, og trak sig tilbage til transportskibene ved Boyd’s Neck efter at have mistet 89 døde, 629 sårede og 28 savnede. De konfødererede tab var på 8 dræbte og 39 sårede.
Premierløjtnant O.W. Bennett blev tildelt en Medal of Honor

## Unionens slagorden
| Brigade                                                                           | Regiment og batterier |
| --------------------------------------------------------------------------------- | --- |
| 1. Brigade Brigadegeneral Edward E. Potter                                        | - 25. Ohio Infantry - Oberstløjtnant Haughton - 32. USCT - Oberst George W. Baird - 34. USCT - 35. USCT - Oberst Beecher - 56. New York Infantry - Oberstløjtnant Tyler - 127. New York Infantry - Oberst William Gurney - 144. New York Infantry - Oberst Lewis - 157. New York Volunteer Infantry Regiment - Oberstløjtnant Carmichael |
| 2. Brigade Oberst Alfred S. Hartwell of 54th Mass.                                | - 54th Massachusetts Volunteer Infantry - Oberstløjtnant Hooper - 55th Massachusetts - Oberstløjtnant Charles B. Fox - 102nd USCT - Oberst Henry L. Chipman |
| Marine Brigade Kommandør George H. Preble                                         | - Matros infanteribataljon - løjtnant James O'Kane - USMC infanteribataljon - premierløjtnant Lt.G.G. Stoddard |
| Artilleri Brigade Oberstløjtnant William Ames fra 3. Rhode Island Light Artillery | - Kompagni A 3. Rhode Island Light Artillery - kaptajn W.H. Hammer: En sektion - Batteri B 3. New York Light Artillery - kaptajn T.J. Meseareu: 4 12 punds kanoner - Kompagni F 3. New York Artillery - Løjtnant E.H. Titus: 4 12 punds kanoner                                                                                          |
| Kavaleri Kaptajn George Hurlbut                                                   | - 2 eskadroner af 1. Massachusetts Cavalry |

## Konføderationens slagorden
General Gustavus Woodson Smith
- 1. Brigade Georgia Milits
- State Line Brigade of Georgia
- 47. Georgia infanteri
- Athens og Augusta bataljonerne
- 3. South Carolina Cavalry: detachments fra 3-4 kompagnier
- Beufort Artilleri: 2 kanoner[5]
- DePass's Battery: 2 kanoner
- LaFayette Artillery: 3 kanoner

Forstærket under slaget af general Beverly H. Robertson
- 32. Georgia
- et batteri og et kompagni artilleri

## Tab
En rapport fra Hatch i december 1864 opsummerede Unionens tab:
- 1. Brigade: 2 officerer og 54 mand dræbt, 28 officerer og 409 mand sårede, 1 officer og 14 mand savnet.
- 2. Brigade: 3 officerer og 28 mand dræbt, 10 officerer og 160 mand sårede, 1 officer og 8 mand savnet.
- Marine Brigade: 1 død, 7 sårede, 4 savnede
- Artilleri Brigade: 1 død officer, 2 officerer og 12 mand såret
- Kavaleri: 1 såret

De konfødererede tab blev omtalt af oberstløjtnant C.C. Jones i hans Siege of Savannah som 4 døde og 40 sårede. Avisen Savannah Republican rapporterede 1. december 1864 "mellem 80 og 100 døde og sårede"

## Eksterne kilder
- Official records of Civil War søgemaskine

32°28′24″N 80°57′42″V / 32.47324°N 80.9617°V